# Accent aigu souscrit
L’accent aigu souscrit ‹ ◌̗ › est un signe diacritique de l’alphabet latin utilisé dans certains transcriptions phonétiques ou par certains auteurs.

## Utilisation
Le alphabet phonétique international (API) a anciennement utilisé l’accent aigu souscrit pour indiquer un ton bas montant. Daniel Jones a proposé d’utilisé l’accent aigu souscrit, ainsi que d’autres signes diacritiques suscrits ou souscrits pour noter les tons dans l’Alphabet international africain l'Institut international des langues et civilisations africaines publié en 1927. L’API a remplacé les accents marquant les tons par des accents exclusivement suscrits ou avec des barres de tons après la conférence de Kiel de 1989.
En hupda, Danilo Paiva Ramos a utilisé l’accent aigu souscrit et l’accent grave souscrit, remplaçant les accents suscrits de l’orthographe de Henri Ramirez.
En lituanien ou en letton, certains auteurs utilisent l’accent aigu souscrit, dans la transcription de textes du XVIe siècle,, pour représenter la petite barre diagonale traversant le bas de plusieurs lettres (a̗ e̗ i̗ u̗ et g̗ k̗ n̗ aussi représentés par ꞡ ꞣ ꞥ) qui est devenue la cédille ou virgule souscrite en letton (ģ ļ ķ ņ) et l’ogonek en lituanien dans les orthographes modernes (ą ę į ų).
Musavir Ahmed utilise l’accent aigu souscrit pour marquer l’accent tonique dans la transcription du shina.